# Kácov (nádraží)

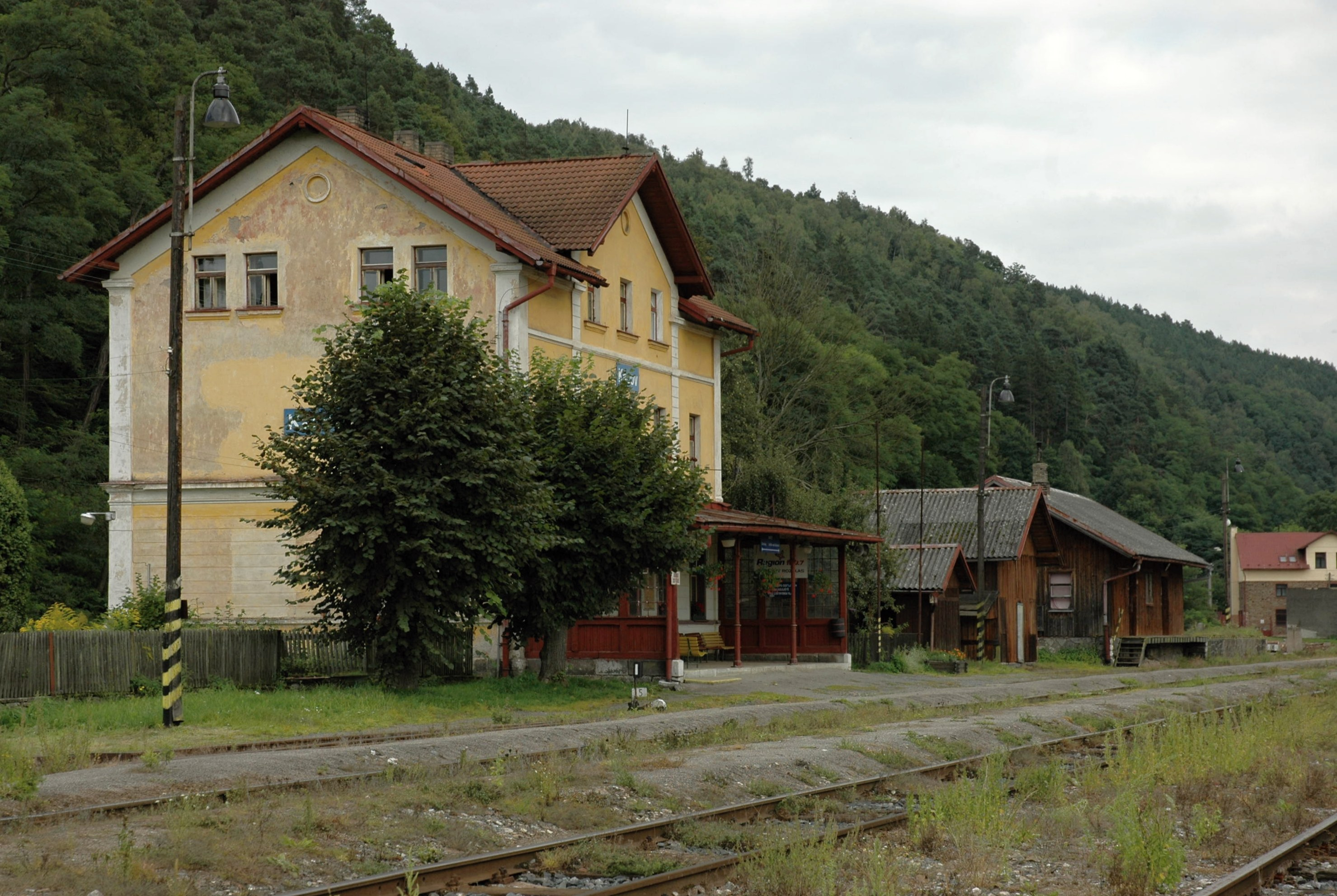
Stanice v roce 2010

Kácov je železniční stanice, která se nachází severozápadně od městysu Kácov. Stanice leží v km 16,554 (kilometráž z Ledečka) = km 0,000 (kilometráž do Světlé nad Sázavou) jednokolejné železniční trati Čerčany – Světlá nad Sázavou mezi stanicemi Ledečko a Zruč nad Sázavou.

## Historie
Stanice pod názvem Kacow byla dána do provozu 6. srpna 1901 jako koncový bod lokálky z Ledečka. 24. září 1903 pak navázalo otevření pokračování do Světlá nad Sázavou. Od vzniku Československa v roce 1918 nese nádraží název Kácov, pouze v období německé okupace v letech 1939-1945 se používala dvojjazyčná verze Katzow / Kácov.
V roce 2019 byla dokončena renovace nádražní budovy. Proběhla oprava fasády i střechy, byla vyměněna okna a pro cestující je zde vybudována krytá čekárna ve vnitřním prostoru stanice. Zpevněné plochy kolem stanice prošly také rekonstrukcí.

## Popis stanice
Ještě v roce 2009 byla stanice zabezpečena ústředním zámkem a mechanickými vjezdovými návěstidly. Výsledné klíče od výhybek se zamykaly ve stavěcím kozlíku (nacházel se na krytém nástupišti), ze kterého výpravčí obsluhoval vjezdová návěstidla. Stanice nebyla vybavena odjezdovými návěstidly. Ve stanici byly čtyři průběžné koleje, z toho dvě vnitřní (č. 1 a 3) byly dopravní, dvě vnější (č. 2 u budovy a č. 5) byly manipulační. V přilehlých traťových úsecích, tj. do Českého Šternberka (než byl jako stanice v roce 2002 zrušen) a do Zruče nad Sázavou, byla jízda vlaků zabezpečena telefonickým dorozumíváním.
Poté bylo ve stanici aktivováno staniční zabezpečovací zařízení 2. kategorie typu TEST B-90, varianta 12 s kontrolou volnosti vlakové cesty pomocí počítačů náprav, bez zabezpečeného posunu. Oproti dřívejšku zůstala konfigurace kolejiště beze změn, byla však doplněna světelná skupinová odjezdoví návěstidla (L 1-3 a S 1-3). Vjezdová návěstidla jsou rovněž světelná a nacházejí se v km 0,415=16,969 (návěstidlo L od Zruče n. S) a v km 16,188 (návěstidlo S). Ústředně stavěné s elektromotorickými přestavníky jsou pouze dvě rozhodné výhybky č. 1 a 8 pro postavení vlakových cest na 1. nebo 3. kolej. U těchto dopravních kolejí jsoun zřízena nástupiště o délce 110 m s výškou nástupní hrany 200 mm nad temenem kolejnice. Úroveň zabezpečení jízd vlaků do sousedních stanic Zruč nad Sázavou a Ledečko zůstala stejná, tj. telefonické dorozumívání. Ve stanici se neprodávají jízdenky, odbavení cestujících probíhá ve vlaku.